# Acuario Nacional de Malta
El Acuario Nacional de Malta (Malta National Aquarium en inglés, Akkwarju Nazzjonali ta 'Malta en maltés) es un acuario ubicado en Qawra, en la isla de Malta.
Es el acuario más grande de las islas maltesas y alberga más de 175 especies diferentes de peces, moluscos y reptiles.

## Historia
El proyecto para la creación de un acuario nacional en Malta se remonta a 1993. Sin embargo, se prefirió la ciudad de Qawra a la idea original de construirla cerca de Marsaskala, más fácilmente accesible para los turistas y más cercana a Buġibba y San Pawl il-Baħar, que en ese momento carecía de instalaciones de alojamiento.
El museo fue financiado con fondos de la Unión Europea (alrededor del 49 %) y fue inaugurado en octubre de 2013, después de dos años de construcción.

## Descripción
El edificio que alberga el Acuario, cuya forma se asemeja a una estilizada estrella de mar, está ubicado frente al mar y cuenta con unas instalaciones recreativas para niños y un restaurante.
En su interior, el museo alberga más de 175 especies animales diferentes, divididas en tanques que reproducen algunos de los escenarios submarinos típicos de las islas maltesas. El tanque principal, de 12 metros de diámetro, permite al visitante caminar bajo una galería especial y ver las especies marinas desde abajo.
Además de peces y moluscos, el museo también alberga un terrario con varios tanques que contienen reptiles, anfibios (ranas, camaleones y serpientes entre otros) e invertebrados exóticos.
El Acuario es una de las atracciones turísticas más visitadas de Malta y ha contribuido al aumento de visitantes extranjeros en los últimos años. Entre las especies alojadas en el Acuario hay, entre otras, ejemplares de tiburones gato, peces payaso, pulpos y diferentes tipos de medusas, alojados en tanques temáticos especiales.
En 2020, debido al cierre temporal del sitio por la pandemia de COVID-19 en Malta, se llevaron a cabo trabajos de mantenimiento y expansión en el sitio.